# Ti regalo un sorriso/Ancora grande
Ti regalo un sorriso/Ancora grande è un singolo di Mia Martini, pubblicato il 30 maggio 1981 dalla DDD e inserito nell'album Mimì.

## Descrizione
Il disco segna il ritorno sulle scene di Mia Martini, questa volta in veste di cantautrice, dopo un anno sabbatico a causa di due interventi alle corde vocali. Ti regalo un sorriso è il primo singolo della Martini pubblicato per la nuova etichetta: la DDD.

## Il disco

### Ti regalo un sorriso
Dopo la proficua e tormentata collaborazione con Ivano Fossati, nel 1980, Mia Martini decide di fermarsi, a causa di alcuni problemi di salute. La formazione di noduli alle corde vocali la costringe all'intervento chirurgico e, naturalmente, a un periodo di prolungata inattività, la conseguenza fu l’impossibilità anche semplicemente di parlare per mesi. 
Durante i mesi della convalescenza, Mia Martini si dedica allo studio della musica e alla scrittura di nuove canzoni, riprendendo lo studio del pianoforte e della chitarra, con regolari lezioni di dettato musicale, armonia e composizione. L'operazione modifica anche il timbro vocale dell'interprete, in favore di una vocalità più roca e meno estesa.
Il rilancio di Mia Martini avviene quindi a ridosso dell'estate, con la pubblicazione del singolo Ti regalo un sorriso, pezzo dalle musicalità soft-rock che la stessa Mia Martini firma come autrice (il titolo originario era C'è qualcuno qui per te), rivolgendosi a chi vuole uscire dall'angoscia, per ritrovare il sorriso nelle piccole emozioni della vita quotidiana.

### Ancora grande
La canzone è un'orecchiabile funky scritta da Mia Martini, la quale fa affidamento, per la composizione musicale, su Dick Halligan (ex fondatore e tastierista del gruppo rock-jazz dei Blood, Sweat & Tears) e inserito nell'album Mimì.

## Successo e classifiche
Ti regalo un sorriso riscuote un'ottima accoglienza da parte del pubblico e dalla critica: il brano viene selezionato dalle giurie di Un disco per l'estate, come uno dei migliori della stagione. Il disco diviene una delle hit dell'estate '81 e riporta Mia Martini nelle posizioni alte delle classifiche di vendita, grazie ad un'ottima promozione radiotelevisiva. Ti regalo un sorriso partecipa anche al Festivalbar, ma l'esibizione viene tagliata in fase di montaggio, a causa di forti contrasti tra la Martini e la regista Fernanda Turvani.

### Classifiche
| Classifica (1981) | Posizione massima | Posizione annuale |
| ----------------- | ----------------- | ----------------- |
| Italia            | 17                | 71                |

## Tracce
1. Ti regalo un sorriso – 4:30 (Mia Martini)
2. Ancora grande – 3:30 (testo: Mia Martini – musica: Dick Halligan)